# Номер соціального страхування
Номер соціального страхування — персональний ідентифікатор, що складається з літер або цифр для ідентифікації в системі соціального страхування. У принципі, номери соціального страхування використовуються в усіх країнах із чинними системами соціального страхування, однак їхня структура та призначення відрізняються один від одного.

## В Україні
В Україні не використовують окремий «номер соціального страхування», проте, відповідно до Закону України «Про збір та облік єдиного внеску на загальнообов'язкове державне соціальне страхування», у створеному у 2011 році Державному реєстрі загальнообов'язкового державного соціального страхування на кожну застраховану особу заводиться персональна електронна облікова картка, що містить «унікальний номер електронної облікової картки», а також деякі інші реєстраційні номери: номер посвідчення застрахованої особи, унікальний номер запису в Єдиному державному демографічному реєстрі, ідентифікаційний номер платника податків тощо.

## Англомовні країни

### США
Дев'ятизначний номер соціального страхування, який використовується в Сполучених Штатах (приклад: 306-30-2348), використовується не лише службою соціального забезпечення та охорони здоров'я, а й іншими державними установами, наприклад податковими органами (як ідентифікаційний номер платника податків) і приватні компанії. Таким чином, номер соціального страхування виконує функцію загального персонального ідентифікатора.

### Велика Британія
Соціальні системи Сполученого Королівства Великої Британії та Північної Ірландії працюють за допомогою номера національного страхування. Він складається з двох літер, шести цифр та ще однієї літери (приклад: AB-123456-C). Номер соціального страхування Великої Британії використовується виключно державними системами соціального забезпечення.

### Канада
У Канаді кожен, хто має право на роботу, отримує номер соціального страхування (англ. Social Insurance Number — SIN, фр. Numéro d'Assurance Sociale — NAS), але це не відбувається автоматично. Перед тим, як громадянин вперше влаштується на роботу до роботодавця, він повинен подати заяву на отримання SIN. Хоча переважна більшість використовує лише один SIN протягом життя, SIN не обов'язково має бути довічним. Тимчасові номери SIN створені спеціально для іммігрантів і гастарбайтерів. Як тільки заявник отримає дозвіл на поселення, тимчасовий SIN буде анульовано та замінено на новий, постійний.
Подібно до Сполучених Штатів, приватні підприємства часто вимагали картку SIN як доказ ідентифікації, навіть якщо це явно суперечило закону (як правило, лише банки, роботодавці та федеральні органи влади мають право вимагати SIN від громадянина). Однак через неодноразові просвітницькі кампанії Уповноваженого із захисту даних ця комерційна практика різко скоротилася.

## Німецькомовні країни

### Німеччина
У Федеративній Республіці Німеччини немає номера соціального страхування, чинного для всіх систем соціального страхування з міркувань захисту даних. Ось чому, наприклад, у медичному та пенсійному страхуванні обробляються різні страхові номери. Проте в обмеженій мірі номер пенсійного страхування, який записаний у картці соціального страхування (приклад: 15 070649 °C 103), використовується як номер соціального страхування.
У НДР дванадцятизначний чисто цифровий ідентифікаційний номер також використовувався для ідентифікації в системі соціального забезпечення.

### Австрія
В Австрії зазвичай (але не завжди) використовується чотиризначне число, за яким йде шестизначна дата народження; кожен номер соціального страхування завжди складається з десяти цифр (приклад: 1234 010180). Його вручають при народженні з 1990-х років, а до цього лише на першій виставці. Номер містить порядковий номер у перших трьох цифрах, який починається зі 100. Четверта цифра, 4 у прикладі вище, є контрольною цифрою, яка обчислюється з інших цифр. На день народження припадає близько 800 номерів соціального страхування, що зазвичай для Австрії забезпечує достатню кількість комбінацій на день. Однак в особливих ситуаціях цього діапазону чисел на день може бути недостатньо, і в таких випадках вводиться дата народження з днями понад 31 і місяцями понад 12, що іноді призводить до плутанини. Ці ситуації в першу чергу стосуються іммігрантів, які не знають або не можуть підтвердити свою точну дату народження і тому датою народження є 1 січня або 1 липня відповідного року народження. Оскільки в ці дні є переповнення числа в перших трьох цифрах, у номер соціального страхування цих людей вносяться спеціальні дати.

### Швейцарія
У Швейцарії номер соціального страхування — це номер AHV, який використовується для управління забезпеченням по старості (AHV), але також використовується в інших полісах соціального страхування, таких як страхування на випадок інвалідності та схема компенсації доходу. Він також служить ідентифікаційним податковим номером (ІПН).
З 1 липня 2008 року використовується 13-значний номер AHV (NSS, фр. numéro de sécurité sociale), який більше не містить особистих ідентифікаторів.
Страховий номер складається з початкового тризначного коду країни, дев'ятизначного випадкового числа, яке унікально ідентифікує кожну особу на все життя, але є псевдонімом, і останньої контрольної цифри.

## Інші

### Франція
Номер соціального страхування у Франції має 15 цифр, з яких перші 13 є релевантними; дві останні є контрольною цифрою. У середній частині номер складається з п'ятизначного коду INSEE, який позначає департамент (або країну) народження. Перед цим вказується стать і рік (дві цифри) і місяць народження, а потім порядковий номер і контрольна цифра. Люди, які народилися у Франції або її заморських департаментах, автоматично отримують номер при народженні.

### Італія
В Італії номер соціального страхування ідентичний податковому номеру (італ. codice fiscale). Приклад: MST MAX 90A01 A000A.

### Іспанія
Номер соціального страхування (ісп. Número de la seguridad social, NUSS) в Іспанії ідентифікує особу в його відносинах зі службою соціального страхування, для отримання доступу до пенсій, субсидій або пільг. Отримати NUSS можна особисто в управлінні соціального захисту або онлайн — при наявності електронного підпису (ісп. certificado digital).